# マツダ・CX-7
CX-7（シーエックス-セブン）は、マツダが製造・販売していたスポーツカーとSUVの2つの価値を融合したクロスオーバーSUVである。

## 概要
CX-7は、CXシリーズの最初のモデルである。SUVが備えている価値である「力強さ」や「実用性」のみならず、既存のものだけでは満足しきれない、新しいものを強く求める、マツダらしいクロスオーバーSUVの実現と、SUVとスポーツカー双方の価値を持つというコンセプトを達成するために、「先進でエモーショナルなスタイリング」と「並外れたダイナミックパフォーマンス」を実現させた車種である。
2000年に発表されたトリビュートの後継車という位置付けではなく、クロスオーバーSUVという、マツダとしては初めてのカテゴリへの取組であった。マツダとして一貫して追及してきたZoom-Zoomを提供するために、SUVとスポーツカーの2つの価値を融合すべく開発を行った。
エクステリアデザインのテーマは「Advanced Frontier」とされた。マツダのスポーツカーが持つスピーディでアスレティックなイメージとSUVの力強さを表現するため、同社のRX-8、マツダスピードアテンザと共通性を持たせたスポーツクロスオーバーのファミリーフェイスが与えられ、Aピラーからノーズトップに向かうスピード感溢れるラインや、挑戦的なロアーグリル形状、左右に張り出したプロミネントフェンダーなどが特徴である。また、サイドビューは大胆にキックアップしたベルトラインと後方へ向かってなだらかに傾斜していくルーフラインが特徴的である。
2006年から2012年まで日本で製造され、2014年からは中国で製造される中国市場専売車となった。
エンジンは、直噴ターボはMPVやマツダスピード・アクセラと同じ2.3L直4ターボ MZRエンジンを採用し、出力は175kW（238PS）/5,000rpm、最大トルクは350N·m（35.7kgf·m）。同エンジンは、3.5L V6エンジン並みのパワーを発生させつつ、小型化・軽量化によってエクステリアデザインと燃費、そして軽快なハンドリングに貢献している。トランスミッションは6速ATを設定。
フロントサスペンションはMPV、リアサスペンションはプレマシーから流用される。サスペンションは独立懸架、ブレーキは4輪ベンチレーテッドディスクブレーキ、ABS、ダイナミック・スタビリティ・コントロール（DSC）、トラクションコントロール、駆動方式は前輪駆動もしくはアクティブ・トルクスプリット4WDが用意される。4WDシステムは、アクティブ・トルクスプリットにより後輪に最大で50%のトルクを配分する。燃費は10・15モード燃費で8.9-9.1km/Lである。最低地上高は205mm。
日本市場ではクロスオーバーSUVのブーム前であったことや、当時のフラッグシップモデルだったために最新機能が全て搭載されていて割高感があったこと、1870mmという車幅が日本の道には大きすぎたことで販売は伸び悩んだ。

## 歴史
- 2005年10月 - 第39回東京モーターショーでコンセプトカー「MXクロスポルト」を展示[3]。
- 2006年
  - 1月 - ロサンゼルスオートショーでCX-7市販仕様が初公開[4]。
  - 2月20日 - 宇品第2工場で生産開始[5]。
  - 春 - 北米で2007年モデルとして発売。
  - 11月1日 - 日本で受注開始[6]。
  - 12月19日 - 日本において販売開始。目標月間販売台数は380台[7]。
- 2007年 - 欧州・中南米へ輸出予定。
- 2009年9月8日 - マイナーチェンジ。

「洗練」をテーマにフロント外観を変更し、室内はメタル調の装飾を随所に施した。なお外見上ではフォグランプ形状の変更に加え、リアの「Mazda」エンブレムが省略された。
ベースグレードでも300万円以上の価格設定のため、月に数十台の販売台数となっていた。そのため、標準装備だったカーナビゲーションをオプションとし、数万円価格を下げた。
DISIターボエンジンの改良やシフトパターンの最適化等により燃費を向上（9.1 - 9.3km/L）。
燃費や走行可能距離、オイル交換などのメンテナンス情報表示やリヤビューモニターを兼務する「マルチインフォメーションディスプレイ」の追加やオートライトシステム・レインセンサーワイパー・アドバンストキーレスエントリー&スタートシステムの標準装備化、車速50km/h以上走行時に緊急ブレーキをかけた場合にハザードランプを高速点滅させて後続車に注意喚起する「エマージェンシーシグナルシステム」、車速60km/h以上走行時、隣車線の後方から接近する車両を検知し、ドアミラーの鏡面に内蔵されたインジケーターが点灯し警告する「リアビークルモニタリングシステム（Cruising packageのみ）」といった先進の安全装備も加わった。
- 2011年12月 - 日本国内向けの生産を終了（日本国外向けの生産は継続）。
- 2012年
  - 1月 - 日本国内向けの販売を終了。
  - 8月 - 日本での日本国外向けの生産も終了[9]。
- 2014年7月 - 中国での製造・発売を開始。製造は一汽乗用車有限公司が行う。
- 2016年 - CX-4の製造開始に伴い生産を終了。

## 車名の由来
「CX」はクロスオーバー（cross over）車のラインナップを表すという思いを込めて命名したものである。